# Атака на Веморк
Атака на Веморк — две операции, проведённые в 1942 и 1943 годах, предпринятые норвежскими диверсантами во время Второй мировой войны. Целью операций было уничтожение завода по производству тяжёлой воды (окиси дейтерия), которая могла быть использована немцами в собственном ядерном проекте для производства ядерного оружия.

## История завода
В 1934 году в Веморке, на заводе компании Norsk Hydro была построена первая промышленная установка, способная производить тяжёлую воду в качестве побочного продукта производства удобрений. Она имела мощность 12 тонн в год. Во время Второй мировой войны, чтобы воспрепятствовать разработке нацистами ядерного оружия, союзники решили уничтожить завод по производству тяжёлой воды. Мишенью диверсии была электростанция (60 МВт) на водопаде Рьюкан в Телемарке, Норвегия.
До начала немецкого вторжения в Норвегию 9 апреля 1940 года «Второе бюро» (французская военная разведка) вывезла 185 кг тяжёлой воды с завода в тогда ещё нейтральной Норвегии. Директор завода, Обер, согласился передать тяжёлую воду Франции на время войны. Её доставили в лабораторию Жоли-Кюри в Париже. После разгрома и оккупации Франции двое сотрудников лаборатории с огромным трудом вывезли всю партию тяжелой воды в Лондон. Но возможность производить на предприятии тяжёлую воду сохранилась, и немцы начали использовать завод по указанному назначению. Это вызвало обеспокоенность союзников, которые предприняли усилия по его уничтожению или, как минимум, выводу из строя. От бомбардировки пришлось отказаться ввиду сложных условий местности и неминуемого заражения продуктами производства посёлка Рьюкан.
В рамках подготовки к операции по уничтожению завода была проведена операция «Шотландская куропатка» (иногда ошибочно переводится как «Тетерев»). В район плато Хардангер, расположенного выше завода, 19 октября 1942 года в качестве передовой группы было заброшено четыре британских агента — норвежских гражданина (группа «Груз»).

## Операция «Freshman»
Позже был начат второй этап операции — операция «Незнакомец» (Operation Freshman). Из Англии с двумя самолётами на буксируемых планёрах 19 ноября 1942 года произвели переброску группы диверсантов, которые должны были наладить связь с передовой группой и непосредственно осуществить диверсию. Однако из-за сложных погодных условий экипажи самолётов зажжённые норвежцами сигнальные огни не обнаружили. Оба планёра, перевозившие десантников, разбились о скалы либо были серьёзно повреждены при вынужденной посадке. Все из тех, кто выжил при десантировании, были ранены и схвачены гестапо, а затем расстреляны. Погибли также экипажи обоих самолётов-буксировщиков (один упал в море, второй взорвался при ударе о скалу).

## Операция «Ганнерсайд»
Для уничтожения фабрики было решено привлечь норвежцев из «Норвежской отдельной роты № 1» («Рота Ланге»), специально сформированной для проведения диверсионно-разведывательных операций на территории Норвегии. Это была по существу, рота спецназа, которая тренировалась в изолированном лагере подготовки в Шотландии. Для рейда были отобраны 6 наиболее подготовленных диверсантов, командиром группы назначен офицер Иоахим Роннеберг, его заместителем офицер Кнут Хаукелид. Группы консультировали бежавший из Норвегии технический директор фабрики и норвежский профессор-физик, часто на ней бывавший и знавший технологию производства тяжелой воды. Группа должна была встретиться с группой «Груз», пешком совершить рейд и спуститься в долину, где расположена фабрика, и подойти к ней по заброшенной железнодорожной ветке со стороны безлюдных гор (по данным разведки, там был наиболее слабый пост охраны — 15 немцев). Там по туннелю, по которому проложены электрокабели, можно было пройти к резервуарам с тяжелой водой, взорвать их и наиболее важную для производства тяжелой воды аппаратуру. После выполнения задания был предусмотрен отход на территорию Швеции. Роннеберг должен был остаться с одним из диверсантов, следить и докладывать по радиосвязи в Лондон о ходе восстановительных работ.
Вылет группы состоялся в январе 1943 года, но был неудачный: экипаж самолёта вновь не обнаружил огней группы «Груз», а затем самолёт обстреляла немецкая зенитная артиллерия, с огромным трудом повреждённую машину экипаж привёл обратно в Англию.
16 февраля 1943 года началась операция «Ганнерсайд». Группа норвежских коммандос была высажена в 50 километрах от места расположения группы «Груз». Во время рейда по тундре проходившего в тяжёлых условиях часть взрывчатки пришлось оставить. 23 февраля группы «Ганнерсайд» и «Груз» соединились, но в последней группе трое из четверых были тяжело больны от голода. После разведки подходов и местности операции началась в ночь на 28 февраля. В группу уничтожения вошли 4 коммандос, в группу прикрытия — пятеро. Поскольку немцы осуществляли охрану методом обхода, группы в интервале между обходами скрытно проникли на фабрику. Там им встретился норвежец-сторож, которого задержали (отпустили после окончания операции). По туннелям группа уничтожения пробралась к резервуарам и заложила взрывчатку, зажгла бикфордов шнур и отошла. Взрывом удалось разрушить намеченные производственные объекты. Причём из-за толстых стен фабрики охрана взрыв даже не услышала, а разрушения обнаружили случайно при очередном обходе. Из-за потери времени диверсантов задержать не удалось и они беспрепятственно добрались до Швеции, позднее их вывезли в Англию.
В районе фабрики остались заместитель командира группы «Ганнерсайд» офицер Кнут Хаукелид и трое коммандос, которые установили связь с работавшими на фабрике жителями Рьюкана и регулярно сообщали в Англию информацию о ходе работ на фабрике. Немцы запеленговали радиостанцию и пытались её захватить, устраивали рейды, прочесывали местности, но группа Хаукелида сохраняя высокое мужество уходила от преследования, непрерывно передвигаясь по горам и тундре. Ею была получена информация, что немцы начали восстановление фабрики.

## Бомбардировка
После диверсии охрана была усилена многократно (место диверсии посещали гитлеровский имперский комиссар в Норвегии Тербовен и командующий немецкой армией «Норвегия» Фалькенхорст) и новая диверсия была уже невозможной. Поэтому было решено всё-таки бомбить. Для рейда на Рьюкан были выделены 140 тяжёлых бомбардировщиков ВВС США B-17. Главной целью была выбрана гидроцентраль как единственный источник электричества для фабрики.
В результате рейда 16 ноября 1943 года гидроцентраль была разрушена. Установки для производства тяжелой воды не пострадали. При бомбардировке погибли 22 норвежца.

## Завершение операции
Офицер Кнут Хаукелид продолжал контроль за делами на фабрике и установил, что на 20 февраля 1944 года намечена эвакуация в Германию оставшегося оборудования фабрики и произведённых запасов тяжёлой воды. Их должны были по железной дороге доставить в порт Маель на озере Тиншо, а оттуда паромом «Гидро» в Тинносет. Для охраны перевозки был поднят весь местный гарнизон, дополнительно прибыли две роты СС. В воздухе барражировали истребители. Однако намеченный к перевозке паром, заранее пришвартованный к пристани, как ни странно, до погрузки не охранялся. Выяснив это, Хаукелид проник на паром вечером, накануне погрузки. Он заложил взрывное устройство, оставшись незамеченным даже командой. Утром 20 февраля на походе по озеру паром с грузом аппаратуры и тяжелой воды взорвался и затонул на глубине около 400 метров. На этом история производства тяжёлой воды для рейха в Норвегии завершилась, по немецкому атомному проекту был нанесен существенный удар.
Хаукелид с своими людьми сумел вернуться в Англию, он был награждён несколькими британскими и норвежскими наградами и позднее написал мемуары об этих событиях.

## В культуре
- Атакам на Веморк посвящены фильмы: британский «Герои Телемарка» (1965), норвежско-французский «Битва за тяжёлую воду» (Kampen om tungtvannet, 1948) и норвежский одноимённый мини-сериал (2015).
- В 2010-м году вышел альбом Coat of Arms шведской пауэр-метал группы Sabaton, в котором есть песня под названием «Saboteurs» («Диверсанты») с подробным описанием операции.
- В 2018-м году вышла компьютерная игра Battlefield V, в которой одна из ветвей сюжета под названием «Аврора» была посвящена событиям на гидроэлектростанции Веморк. Игроку предстояло провести диверсию с целью остановки производства «тяжелой воды» и предотвратить вывоз в Германию уже произведенной. Этот эпизод посвящен норвежским героям войны, которые боролись за освобождение своей страны. Эпизод практически полностью исторически недостоверен.